# Pauline Hugo con su hijo Jean
El Retrato de Pauline Hugo con su hijo Jean es un óleo sobre lienzo de 210,8 × 120,6 cm del pintor italiano Giovanni Boldini. Fechado en 1898, se conserva en una colección privada.

## Historia
Pauline Hugo, nacida Pauline Ménard-Dorian, primera esposa de Georges Victor-Hugo, nieto del poeta Victor Hugo, posa aquí con su hijo de cuatro años, Jean, vestido de marinerito. Sin despertar el entusiasmo esperado en su comitente debido a su precio, Boldini pidió 25 000 francos, este cuadro fue finalmente adquirido por el barón Maurice de Rothschild..

## Análisis
Boldini combina hábilmente la modernidad y la tradición del retrato formal en esta obra. Pauline Hugo, distante, esbelta, casi de perfil, desprende una belleza particular, que contrasta con la vivacidad del niño, que mira de frente al espectador. El paso adelante que ella da la desequilibra levemente, lo que resalta la delicadeza de su pequeña estatura y crea un dinamismo en la composición, una tensión sutil e inquietante, quizás ligada a la naturaleza del personaje. Los toques luminosos acentúan los reflejos del tafetán verde del vestido y del traje blanco del niño. Se encuentra en este cuadro, pero en gran formato, toda la nerviosa vivacidad de los cuadros de Boldini de la época de su colaboración con la galería Goupil.